# ويليام باورز
ويليام باورز (بالإنجليزية: William Bowers)‏ هو سياسي أمريكي، ولد في 25 يوليو 1952 في الولايات المتحدة. حزبياً، نشط في الحزب الديمقراطي. وقد انتخب عضو مجلس نواب كارولاينا الجنوبية.